# Eucereon carolina
Eucereon carolina là một loài bướm đêm thuộc phân họ Arctiinae, họ Erebidae.